# Cnemathraupis aureodorsalis
La tangara dorsidorada, tangara-de-montaña de dorsodorado o cachaquito de lomo dorado (Cnemathraupis aureodorsalis), es una especie de ave paseriforme de la familia Thraupidae, una de las dos pertenecientes al género Cnemathraupis, antes situada en Buthraupis. Es endémica de los Andes peruanos.

## Distribución y hábitat
Se distribuye en una restringida región de la cordillera central en San Martín, La Libertad y Huánuco, centro norte de Perú. Presumiblemente también ocurra en otras regiones no exploradas, pero no ha sido encontrada en hábitats similares más al norte de la cordillera de Colán.
Esta especie es considerada poco común y muy local en su hábitat natural: los bosques y matorrales de alta montaña, generalmente cerca de la línea de árboles, en altitudes entre 30000 y 3500 m.

## Estado de conservación
La tangara dorsidorada ha sido calificada como amenazada de extinción por la Unión Internacional para la Conservación de la Naturaleza (IUCN) debido a que su pequeña zona de distribución y su baja población, estimada entre 250 y 2500 individuos maduros, se presumen estar en decadencia como resultado de la continua pérdida de hábitat. Adicionalmente solo es encontrada en cinco localidades.

## Sistemática

### Descripción original
La especie C. aureodorsalis fue descrita por primera vez por los ornitólogos estadounidenses Emmet Reid Blake y Peter Hocking en 1974 bajo el nombre científico Buthraupis aureodorsalis; su localidad tipo es: «Quilluacocha, c. 11,500 pies [c. 3500 m], Huánuco (Acomayo), Perú». El holotipo, un macho adulto, se encuentra depositado en el Museo Field de Historia Natural en Chicago con el no. FMNH 296538, y fue colectado el 2 de octubre de 1973.

### Etimología
El nombre genérico femenino «Cnemathraupis» se compone de las palabras griegas «knēmē»: pierna, canillera, y «θραυπίς thraupis»: pequeño pájaro desconocido mencionado por Aristóteles, tal vez algún tipo de pinzón (en ornitología thraupis significa tangara); y el nombre de la especie «aureodorsalis» se compone de las palabras del latín  «aureus»: dorado, y «dorsalis»: del dorso, de la espalda; en referencia al dorso de color dorado de la especie.

### Taxonomía
La presente especie, junto a Cnemathraupis eximia, estaba colocada en el género Buthraupis, pero los estudios genético moleculares de Sedano & Burns (2010), encontraron que las especies eran hermanas entre sí, pero hermanadas a Chlorornis riefferii y no a la especie tipo del género Buthraupis montana; se propuso su transferencia a un género resucitado Cnemathraupis, lo que fue aprobado en la parte H de la Propuesta N° 437 al Comité de Clasificación de Sudamérica (SACC). Es monotípica.